# Igualada Radical
Igualada Radical era una publicació republicana editada a Igualada entre els anys 1909 i 1915.

## Descripció
Portava el subtítol Quincenal republicano i, a partir del núm. 66, Periódico Republicano.
Al principi, la redacció i l'administració eren al carrer de Sant Sebastià, núm. 36; a partir del núm. 9, al carrer de Sant Magí, núm. 36; des del núm. 37, al carrer de Sant Ignasi, núm. 2; i des del núm. 137 fins al final, a la Casa del Poble del carrer de Sant Magí. S'imprimia als tallers de la Viuda de M. Abadal i, des del núm. 119, a la impremta de Codorniu i Miranda. Sortia cada quinze dies.
El primer número es va publicar el 3 d'abril de 1909 i el darrer, el 158, portava la data de 27 de novembre de 1915. Tenia quatre pàgines i tres columnes, però el format va anar canviant: 44 x 30 cm; el núm. 24, 32 x 22 cm; i a partir del núm. 25, 39 x 27 cm.
A partir del núm. 136, del 17 de gener de 1915, la capçalera va ser il·lustrada amb un dibuix signat per J. Segués, que representa la república, en forma d'una noia amb gorro frigi i una bandera amb la paraula Llibertat.

## Continguts
En el primer article, "Presentación y saludo", hi diu que volen pa y llibertat, cultura y tolerancia... Vestim brusa, la brusa honrada, y la sinceritat y la franquesa seran nostres característiques.
Era un periòdic polític, amb articles sobre l'amnistia, el cooperativisme, l'escola laica i contra el caciquisme. Era de tendència republicana i donava informació sobre mítings, eleccions, tant d'Igualada com de la comarca. També publicava alguna poesia i articles irònics sobre altres grups polítics o ideològics locals. Defensava enèrgicament les idees de Lerroux, a qui anomenaven nuestro jefe
L'últim número va coincidir amb les eleccions municipals de novembre de 1915.
Hi escrivien habitualment Josep Costa Pomés, Francisco Canet, Maria Trulls de Rubio i A. Costa Sendra. També hi havia col·laboracions de Jesús Ulled Altemir, Pere Pastells Brunel, Estanislau Viñau i Veremundo Bertran.

## Localització
- Biblioteca Central d'Igualada. Plaça de Cal Font. Igualada (col·lecció completa i relligada)